# 39/Smooth
Albums de Green Day
1,000 Hours
(1989) Slappy
(1990)
39/Smooth est le premier album du groupe punk rock américain Green Day. Il est sorti sur Lookout! en 1990.

## Liste des chansons
1. At the Library - 2:26
2. Don't Leave Me - 2:39
3. I Was There - 3:36
4. Disappearing Boy - 2:51
5. Green Day - 3:28
6. Going to Pasalacqua - 3:30
7. 16 - 3:24
8. Road to Acceptance - 3:35
9. Rest - 3:05
10. The Judge's Daughter - 2:34

En 1991, il ressortit assemblé à deux de leurs premiers EP, 1,000 Hours et Slappy, sous le nom de 1,039/Smoothed Out Slappy Hours.